# جون ك. غيرهارت
جون ك. غيرهارت (بالإنجليزية: John K. Gerhart)‏ هو ضابط أمريكي، ولد في 27 نوفمبر 1907 في ساغيناو في الولايات المتحدة، وتوفي في 9 يناير 1981 في كولورادو سبرينغس في الولايات المتحدة.